# Pau dos Ferros
Pau dos Ferros este un oraș în Rio Grande do Norte (RN), Brazilia.